# طاقة التصميم الحرارية

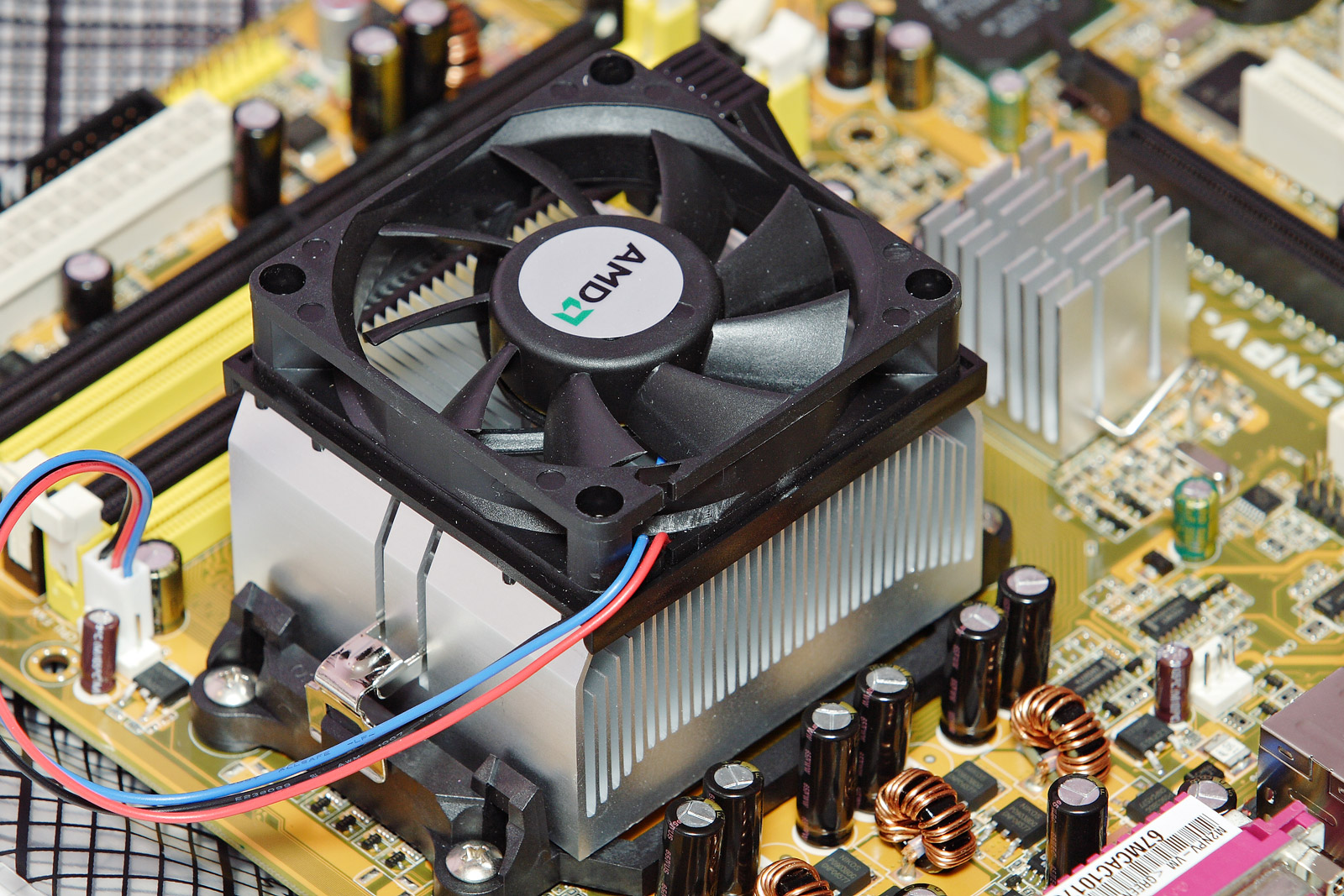
مروحة تبريد الحاسوب و الوحدة المركزية

طاقة التصميم الحرارية (يرمز لها اختصاراً TDP من Thermal design power) تدعى أحيانا بنقطة التصميم الحرارية، وتعبر عن كمية الحرارة الأعظمية التي تقوم وحدة المعالجة المركزية (CPU) بتوليدها، والتي يجب على نظام التبريد في الحاسوب القيام بتبديدها في حالة التشغيل الطبيعي لهذا الحاسوب.
عادةً لا تكون طاقة التصميم الحرارية هي الحد الأعلى للطاقة الحرارية التي يمكن لوحدة المعالجة توليدها، عن طريق تشغيل فيروس طاقة على سبيل المثال، ولكنها تعبر عن كمية الطاقة الأعظمية التي يمكن أن تتولد نتيجة تشغيل التطبيقات الحاسوبية الاعتيادية.